# Alsószentmárton
Alsószentmárton (chorwacki Semartin, rumuński Sânmarta de Jos) – wieś i gmina w południowej części Węgier, w pobliżu miasta Siklós, niedaleko granicy chorwackiej.
Administracyjnie Alsószentmárton należy do powiatu Siklós, wchodzącego w skład komitatu Baranya i jest jedną z 53 gmin tego powiatu.